# National Football League 1974
La stagione NFL 1974 fu la 55ª stagione sportiva della National Football League, la massima lega professionistica statunitense di football americano. La finale del campionato, il Super Bowl IX, si disputò il 12 gennaio 1975 al Tulane Stadium di New Orleans, in Louisiana e si concluse con la vittoria dei Pittsburgh Steelers sui Minnesota Vikings per 16 a 6. La stagione iniziò il 15 settembre 1974 e si concluse con il Pro Bowl 1975 che si tenne il 20 gennaio all'Orange Bowl di Miami.
In questa stagione per la prima volta vennero introdotti i tempi supplementari per le partite della stagione regolare. Il primo tempo supplementare venne disputato il 22 settembre 1974 tra Pittsburgh Steelers e Denver Broncos e risultò in un pareggio (35-35). I primi tempi supplementari che decretarono un vincitore furono quelli disputati il 10 novembre successivo tra New York Jets e New York Giants che videro la vittoria dei Jets per 26 a 20.
Questa fu l'ultima stagione in cui le sedi delle partite di play-off vennero deciso in base alla rotazione tra le Division.

## Modifiche alle regole
- Venne deciso che, in caso di pareggio al termine dei tempi regolamentari delle partite della stagione regolare, si disputasse un tempo supplementare di 15 minuti col metodo della cosiddetta sudden death (morte improvvisa) che assegna la vittoria alla prima squadra che realizza una qualsiasi segnatura. Se al termine dei 15 minuti supplementari non si verifica nessuna segnatura, la partita viene dichiarata un pareggio.
- Venne deciso di spostare la porta dalla linea di touchdown alla linea di fondo dell'end zone (dove erano situati fino al 1932) per ridurre il numero delle partite decise dai field goal rendendoli più difficili da realizzare. Inoltre venne deciso di estendere i pali della porta fino a 30 piedi (9,14 metri).
- Venne deciso che, in caso di field goal sbagliato, la squadra avversaria avrebbe ottenuto il possesso di palla dal punto dello snap precedente o sulla linea delle 20 iarde se più lontana del punto precedente dalla linea di touchdown. Questa regola rimase in vigore fino al 1994, anno in cui venne modificata.
- Venne deciso di portare il punto da cui vengono effettuati i kickoff dalle 40 alle 35 iarde del campo della squadra che effettua il calcio. Tale regola aveva lo scopo di ridurre il numero di touchback e venne ulteriormente modificata nel 1994, anno in cui il punto venne ulteriormente arretrato fino alle 30 iarde.
- Venne deciso che, durante i punt, i giocatori della squadra che effettua il punt non potessero superare la linea di scrimmage con l'eccezione dei due posizionati alle estremità laterali dello schieramento.
- Venne deciso che i ricevitori eleggibili potesse subire solo un contatto da parte dei difensori dopo aver percorso 3 iarde dalla linea di scrimmage.
- Venne deciso che se un difensore commette un fallo dietro la linea di scrimmage, la sanzione in iarde debba essere comminata partendo dal punto dello snap e non del fallo.
- Venne deciso di ridurre le penalità per holding, tripping e uso illegale delle mani da 15 a 10 iarde.
- Venne vietato ai wide receiver di bloccare i difensori sotto la vita nelle 3 iarde attorno alla linea di scrimmage.

## Stagione regolare
La stagione regolare si svolse in 14 giornate, iniziò il 15 settembre e terminò il 15 dicembre 1974.

### Risultati della stagione regolare
- V = Vittorie, S = Sconfitte, P = Pareggi, PCT = Percentuale di vittorie, PF = Punti Fatti, PS = Punti Subiti
- La qualificazione ai play-off è indicata in verde

| AFC East             |    |    |   |     |     |     |
| Squadra              | V  | S  | P | PCT | PF  | PS  |
| (*) Miami Dolphins   | 11 | 3  | 0 | 786 | 327 | 216 |
| (*) Buffalo Bills    | 9  | 5  | 0 | 643 | 264 | 244 |
| New England Patriots | 7  | 7  | 0 | 500 | 348 | 289 |
| New York Jets        | 7  | 7  | 0 | 500 | 279 | 300 |
| Baltimore Colts      | 2  | 12 | 0 | 143 | 190 | 329 |

| NFC East                  |    |    |   |     |     |     |
| Squadra                   | V  | S  | P | PCT | PF  | PS  |
| (*) Saint Louis Cardinals | 10 | 4  | 0 | 714 | 285 | 218 |
| (*) Washington Redskins   | 10 | 4  | 0 | 714 | 320 | 196 |
| Dallas Cowboys            | 8  | 6  | 0 | 571 | 297 | 235 |
| Philadelphia Eagles       | 7  | 7  | 0 | 500 | 242 | 217 |
| New York Giants           | 2  | 12 | 0 | 143 | 195 | 299 |

| AFC Central             |    |    |   |     |     |     |
| Squadra                 | V  | S  | P | PCT | PF  | PS  |
| (*) Pittsburgh Steelers | 10 | 3  | 1 | 750 | 305 | 189 |
| Houston Oilers          | 7  | 7  | 0 | 500 | 236 | 282 |
| Cincinnati Bengals      | 7  | 7  | 0 | 500 | 283 | 259 |
| Cleveland Browns        | 4  | 10 | 0 | 286 | 251 | 344 |

| NFC Central           |    |    |   |     |     |     |
| Squadra               | V  | S  | P | PCT | PF  | PS  |
| (*) Minnesota Vikings | 10 | 4  | 0 | 714 | 310 | 195 |
| Detroit Lions         | 7  | 7  | 0 | 500 | 256 | 270 |
| Green Bay Packers     | 6  | 8  | 0 | 429 | 210 | 206 |
| Chicago Bears         | 4  | 10 | 0 | 286 | 152 | 279 |

| AFC West            |    |   |   |     |     |     |
| Squadra             | V  | S | P | PCT | PF  | PS  |
| (*) Oakland Raiders | 12 | 2 | 0 | 857 | 355 | 228 |
| Denver Broncos      | 7  | 6 | 1 | 536 | 302 | 294 |
| Kansas City Chiefs  | 5  | 9 | 0 | 357 | 233 | 293 |
| San Diego Chargers  | 5  | 9 | 0 | 357 | 212 | 285 |

| NFC West             |    |    |   |     |     |     |
| Squadra              | V  | S  | P | PCT | PF  | PS  |
| (*) Los Angeles Rams | 10 | 4  | 0 | 714 | 263 | 181 |
| San Francisco 49ers  | 6  | 8  | 0 | 429 | 226 | 236 |
| New Orleans Saints   | 5  | 9  | 0 | 357 | 166 | 263 |
| Atlanta Falcons      | 3  | 11 | 0 | 214 | 111 | 271 |

## Play-off
I play-off iniziarono con i Divisional Playoff il 21 e 22 dicembre 1974, i Conference Championship Game si giocarono il 29 dicembre. Il Super Bowl IX si giocò il 12 gennaio 1975 al Tulane Stadium di New Orleans.

### Incontri
|  | Divisional Play-off | Divisional Play-off | Divisional Play-off |           |            | Conference Championship | Conference Championship | Conference Championship |  |  | Super Bowl IX | Super Bowl IX | Super Bowl IX |  |
|  |                     |                     |                     |           |            |                         |                         |                         |  |  |               |               |               |  |
|  | Buffalo             | Buffalo             | 14                  |           |            |                         |                         |                         |  |  |               |               |               |  |
|  | Buffalo             | Buffalo             | 14                  |           |            |                         |                         |                         |  |  |               |               |               |  |
|  | Pittsburgh          | Pittsburgh          | 32                  |           |            |                         |                         |                         |  |  |               |               |               |  |
|  | Pittsburgh          | Pittsburgh          | 32                  |           | Pittsburgh | Pittsburgh              | 24                      |                         |  |  |               |               |               |  |
|  |                     |                     |                     |           | Pittsburgh | Pittsburgh              | 24                      |                         |  |  |               |               |               |  |
|  |                     |                     | Oakland             | Oakland   | 13         |                         |                         |                         |  |  |               |               |               |  |
|  | Miami               | Miami               | Oakland             | Oakland   | 13         | 26                      |                         |                         |  |  |               |               |               |  |
|  | Miami               | Miami               |                     |           |            |                         |                         |                         |  |  |               |               |               |  |
|  | Oakland             | Oakland             | 28                  |           |            |                         |                         |                         |  |  |               |               |               |  |
|  | Oakland             | Oakland             | 28                  |           | Pittsburgh | Pittsburgh              | 16                      |                         |  |  |               |               |               |  |
|  |                     |                     |                     |           |            |                         |                         |                         |  |  |               |               |               |  |
|  |                     |                     | Minnesota           | Minnesota | 8          |                         |                         |                         |  |  |               |               |               |  |
|  | Washington          | Washington          | Minnesota           | Minnesota | 8          | 10                      |                         |                         |  |  |               |               |               |  |
|  | Washington          | Washington          |                     |           |            |                         |                         |                         |  |  |               |               |               |  |
|  | L.A. Rams           | L.A. Rams           | 19                  |           |            |                         |                         |                         |  |  |               |               |               |  |
|  | L.A. Rams           | L.A. Rams           | 19                  |           | L.A. Rams  | L.A. Rams               | 10                      |                         |  |  |               |               |               |  |
|  |                     |                     |                     |           | L.A. Rams  | L.A. Rams               | 10                      |                         |  |  |               |               |               |  |
|  |                     |                     | Minnesota           | Minnesota | 14         |                         |                         |                         |  |  |               |               |               |  |
|  | Saint Louis         | Saint Louis         | Minnesota           | Minnesota | 14         | 14                      |                         |                         |  |  |               |               |               |  |
|  | Saint Louis         | Saint Louis         |                     |           |            |                         |                         |                         |  |  |               |               |               |  |
|  | Minnesota           | Minnesota           | 30                  |           |            |                         |                         |                         |  |  |               |               |               |  |

Nota: Gli accoppiamenti nei Divisional playoff venivano stabiliti mediante criteri di rotazione.

### Vincitore
| Vincitori del Super Bowl IX Pittsburgh Steelers 1º titolo |

## Premi individuali
| MVP della NFL                 | Ken Stabler, Quarterback, Oakland     |
| Allenatore dell'anno          | Don Coryell, St. Louis Cardinals      |
| Giocatore offensivo dell'anno | Ken Stabler, Quarterback, Oakland     |
| Difensore dell'anno           | Joe Greene, Defensive End, Pittsburgh |
| Rookie offensivo dell'anno    | Don Woods, Running Back, San Diego    |
| Rookie difensivo dell'anno    | Jack Lambert, Linebacker, Pittsburgh  |